# Jorge Federico Mikkelsen-Löth
Jorge Federico Mikkelsen-Löth (Santiago del Estero, 19 de septiembre de 1946) es un abogado y político argentino del Partido Justicialista, que se desempeñó como senador nacional por la provincia de Santiago del Estero entre 1999 y 2001.

## Biografía
Nació en Santiago del Estero en 1946. Asistió al Liceo Naval Militar Almirante Brown de la Armada Argentina y luego estudió ingeniería en la Universidad Nacional de Córdoba, continuando sus estudios en ingeniería en geodesia en la Universidad Nacional de Santiago del Estero. Años más tarde, se recibió de abogado en la Facultad de Derecho de la Universidad de Buenos Aires, especializándose en derecho penal tributario y derecho tributario.
En política, adhirió al peronismo, integrando la Juventud Peronista en la provincia de Santiago del Estero en 1973. Desde ese año, se desempeñó en el área de Seguridad de la gobernación provincial, bajo Carlos Juárez, hasta el golpe de Estado del 24 de marzo de 1976. Tras el mismo, fue detenido y más tarde se exilió en México y luego en Reino Unido. Regresó a Argentina en 1982 para prestar servicio como oficial de la reserva naval durante la guerra de las Malvinas.
Ejerció la abogacía y publicó artículos doctrinarios, siendo colaborador en el diario jurídico La Ley. Con el retorno a la democracia, fue director de la Casa de Santiago del Estero en Buenos Aires entre 1984 y 1988. Ejerció también como abogado de la gobernación de Santiago del Estero y del banco provincial. Entre 1998 y 1995 fue asesor de Carlos Juárez en la cámara de senadores. En el ámbito partidario, se desempeñó como apoderado del Partido Justicialista de Santiago del Estero.
En marzo de 1999 asumió como senador nacional por la provincia de Santiago del Estero, en reemplazo de Carlos Juárez quien había sido elegido al cargo en las elecciones al Senado de 1998 pero no prestó juramento y renunció a su banca. Finalizó su mandato en diciembre de 2001.
En el Senado, fue presidente de la comisión de Educación, vicepresidente de la comisión del Fondo Nacional de Incentivo Docente y secretario de la comisión bicameral Administradora de la Biblioteca del Congreso de la Nación. Además, integró como vocal las comisiones de Legislación General; de Drogadicción y Narcotráfico; de Seguridad Interior; de Defensa de los Derechos de Usuarios y Consumidores; de Relaciones Exteriores y Culto; de Asuntos Penales y Regímenes Carcelarios; de Relaciones Internacionales Parlamentarias; de Coparticipación Federal de Impuestos; de Discapacidad; de Apoyo a las Obras del Río Bermejo; y de Recursos Hídricos.

## Obras
- Enriquecimiento ilícito: El desafío para la ciencia jurídico-penal en la sociedad actual de enfrentar a la corrupción en la administración pública (Editorial La Ley, 2001).[4]
- Asociación ilícita: la práctica judicial perversa de usar al delito de asociación ilícita como sucedáneo procesal (Editorial La Ley, 2003).[5]